# Groenfase
Groenfase is een term uit de verkeersregeltechniek. De groenfase is de tijd dat de verkeerslichten voor een bepaalde groep van richtingen (ook wel signaalgroep genoemd) op groen staat.
De tijdsduur van de groenfase is afhankelijk van de instelling in de verkeerslichtenregeling en de aan- of afwezigheid van verkeer op het kruispunt. De groenfase kent een minimale groentijd (garantiegroentijd) van meestal 5 tot 7 seconden. De groenfase wordt verder bepaald door:
- het afbouwen van het 1e deel van de wachtrij
- de aanwezigheid van verkeer op enige afstand van het kruispunt (groenverlenging)
- het groen houden als gevolg van een naderende peloton voertuigen (koppeling)
- het groen houden omdat er geen conflicterend verkeer aanwezig is (wachtstand groen)
- het groen houden in de "schaduw" van een andere signaalgroep die groen heeft
- het groen houden vanwege prioriteitsingrepen (bijvoorbeeld busbeïnvloeding)
- het groen houden vanwege de aanwezigheid van voertuigen in de dilemmazone aan het einde van de groenfase (veiligheidsgroen)